# Baldassarre Francesco Rasponi
Baldassarre Francesco Rasponi (Ravenna, 6 ottobre 1758 – Udine, 14 febbraio 1814) è stato un arcivescovo cattolico italiano.

## Biografia
Era membro di una famiglia comitale imparentata con i duchi d'Este e fu educato nei collegi di Senigallia e di Urbino. Fu prima canonico della cattedrale di Ravenna, poi prelato domestico di papa Pio VII, quindi elemosiniere ordinario del viceré Eugenio di Beauharnais, alla cui corte in Milano era ben introdotto.
L'11 gennaio 1807 fu nominato vescovo di Novara al posto dell'anziano Vittorio Filippo Melano, che avrebbe dovuto essere trasferito alla sede metropolitana di Udine. Il 29 maggio l'imperatore Napoleone, viste le resistenze del Melano, si decise a trasferire il Rasponi a Udine. Il 18 settembre il pontefice concesse le bolle di conferma della nomina, dietro corresponsione di millecinquecento scudi romani. Il 27 dicembre ricevette a Milano la consacrazione episcopale e il 15 febbraio 1808 giunse a Udine, dove fu festosamente accolto.
Anche se era molto ossequioso verso il potere politico, i suoi anni di carica episcopale furono pieni di forti tensioni, al punto che in breve il suo fisico ne rimase logorato, conducendolo ancor giovane alla morte.

## Genealogia episcopale
La genealogia episcopale è:
- Cardinale Scipione Rebiba
- Cardinale Giulio Antonio Santori
- Cardinale Girolamo Bernerio, O.P.
- Arcivescovo Galeazzo Sanvitale
- Cardinale Ludovico Ludovisi
- Cardinale Luigi Caetani
- Cardinale Ulderico Carpegna
- Cardinale Paluzzo Paluzzi Altieri degli Albertoni
- Papa Benedetto XIII
- Papa Benedetto XIV
- Papa Clemente XIII
- Cardinale Francesco Saverio de Zelada
- Papa Pio VII
- Arcivescovo Antonio Codronchi
- Arcivescovo Baldassarre Francesco Rasponi